# Actinia fragacea
Actinia fragacea är en havsanemonart som beskrevs av Tugwell 1856. Actinia fragacea ingår i släktet Actinia och familjen Actiniidae. Inga underarter finns listade i Catalogue of Life.

## Bildgalleri

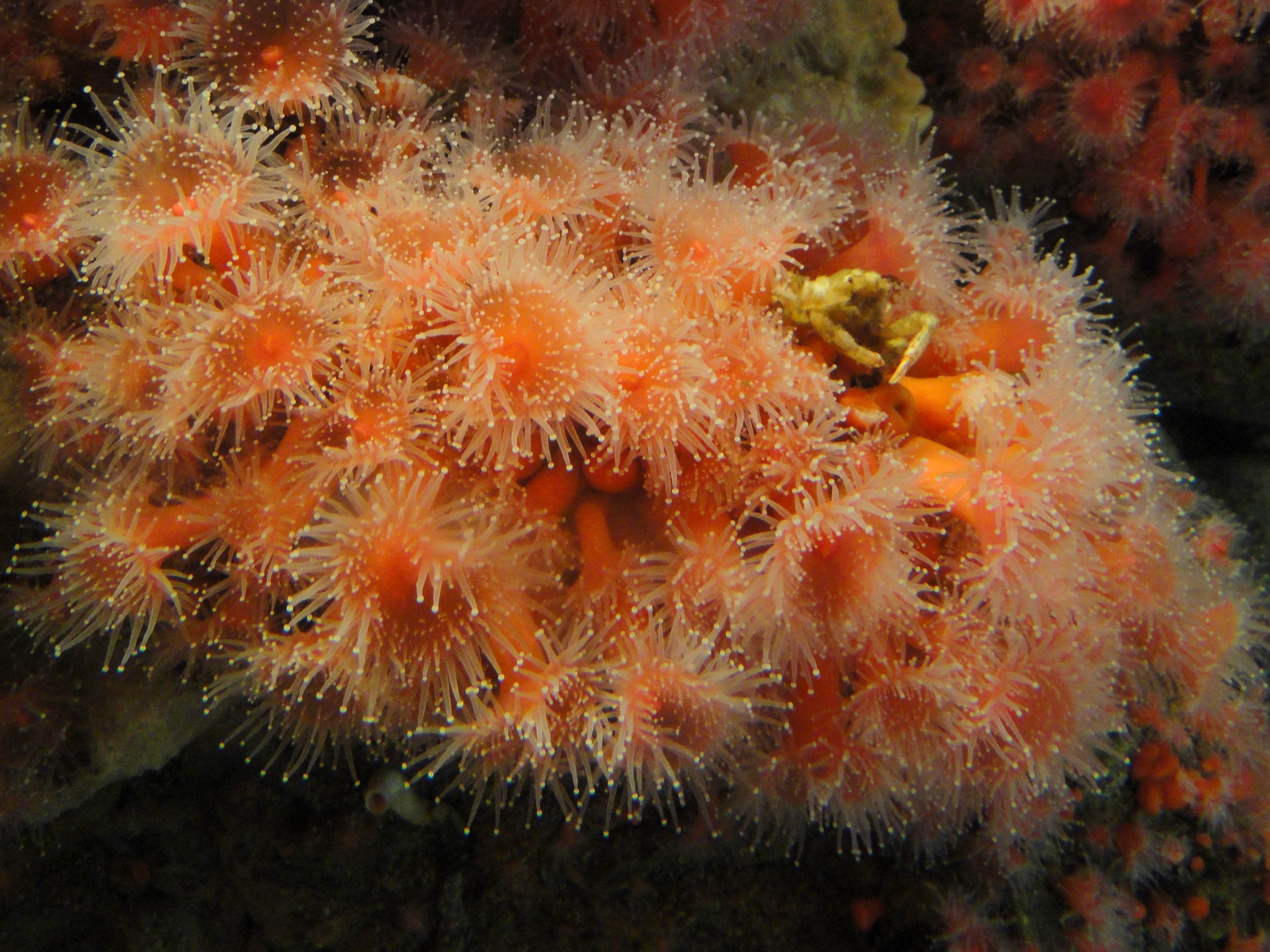
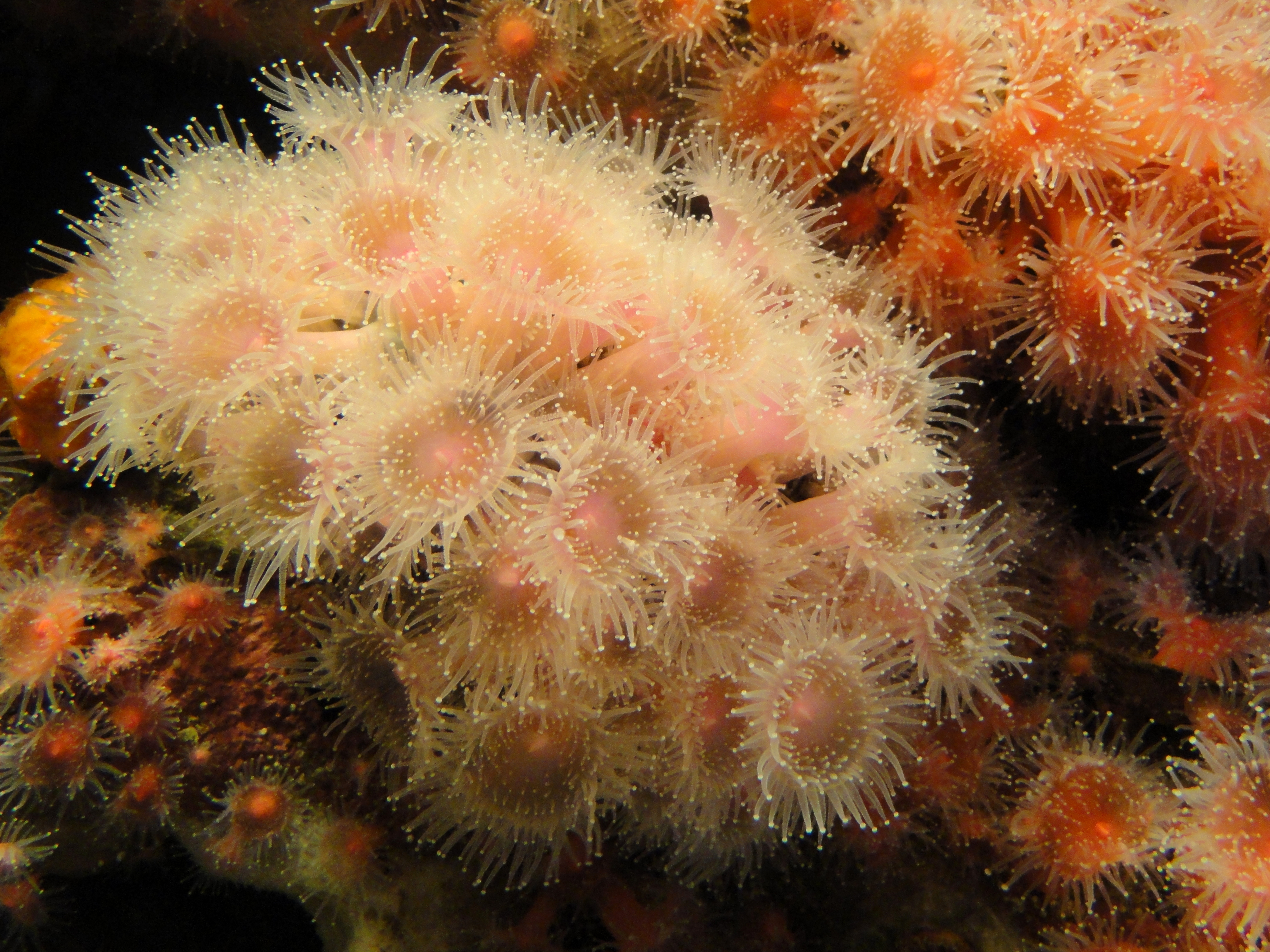
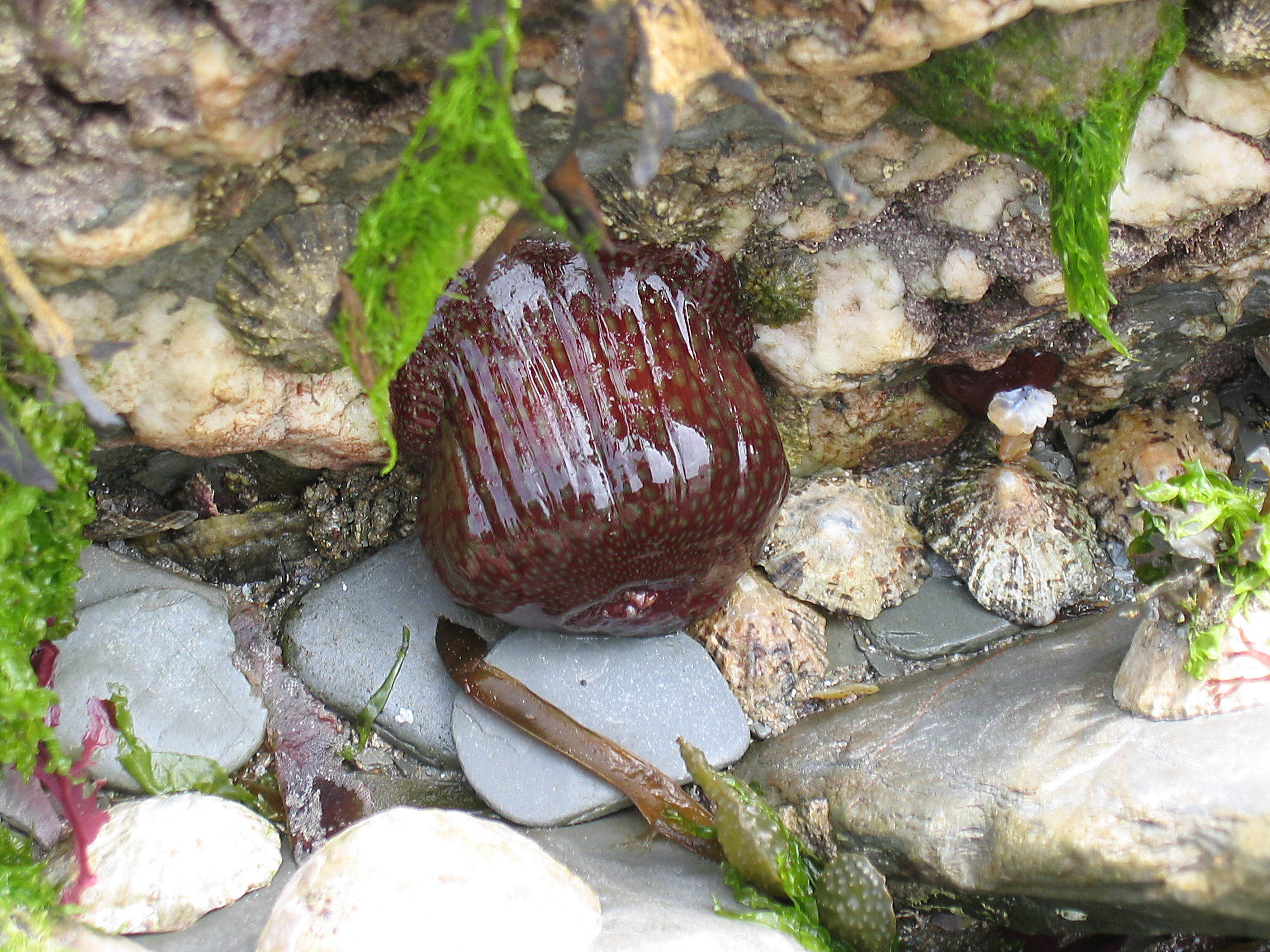
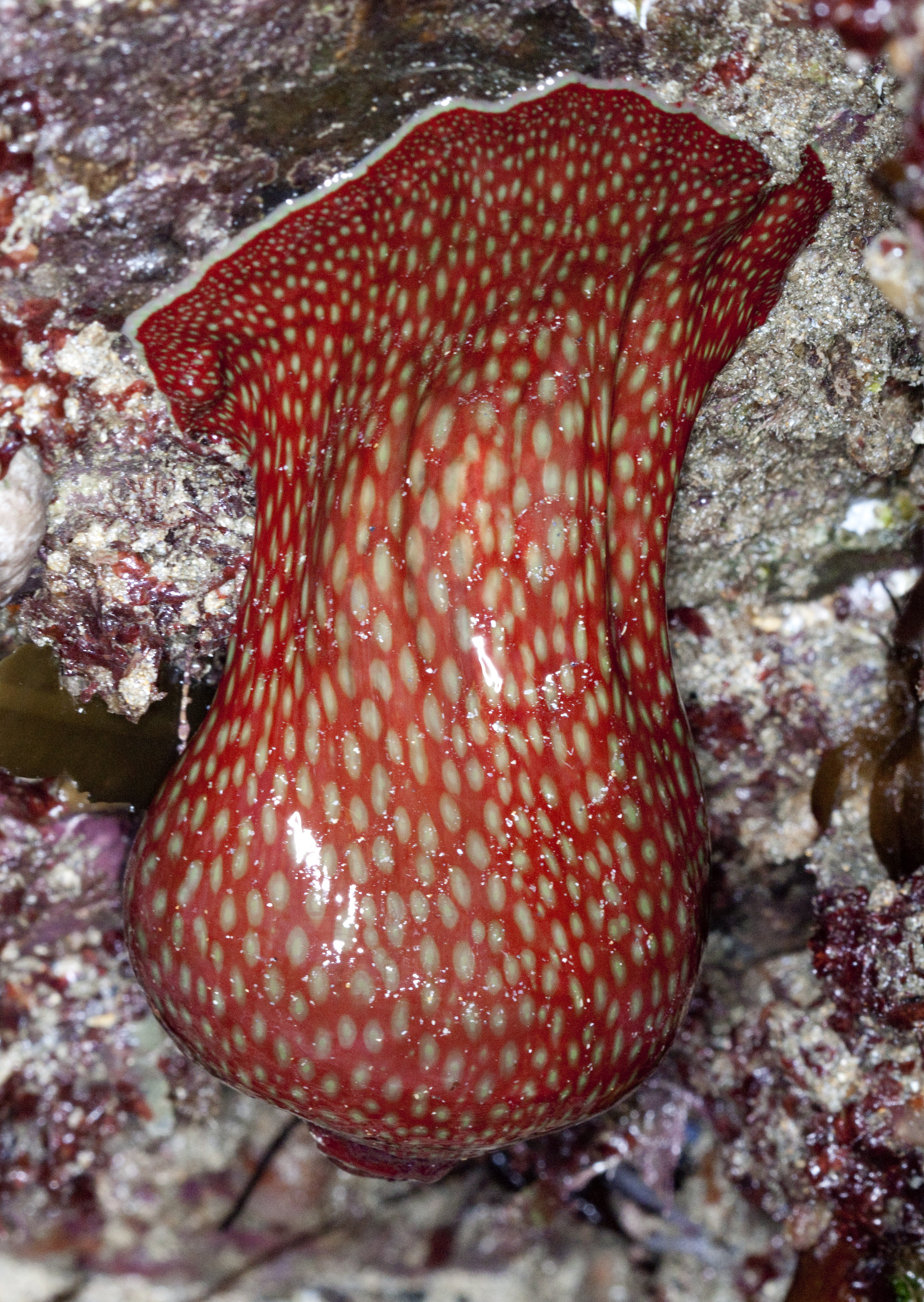
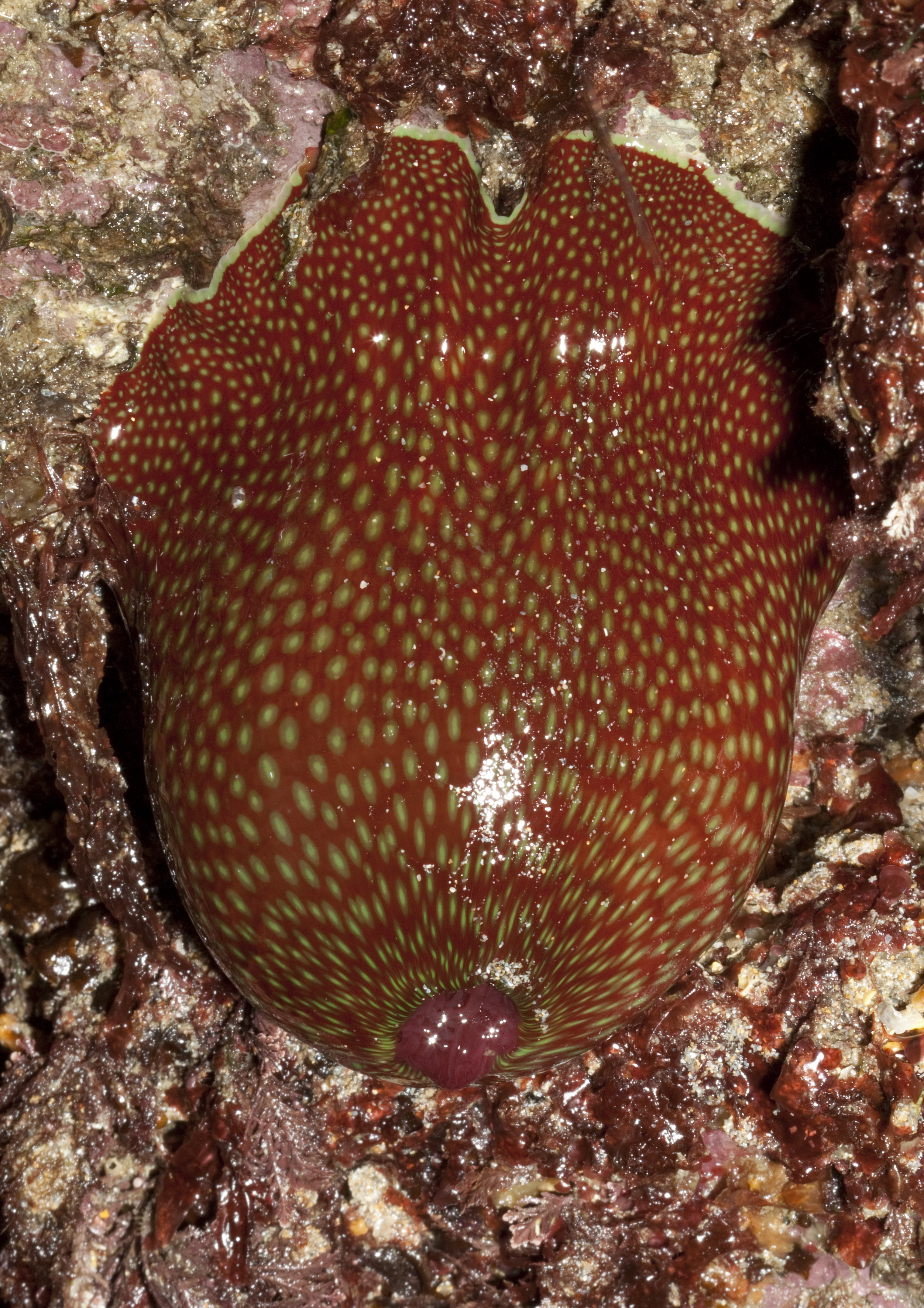
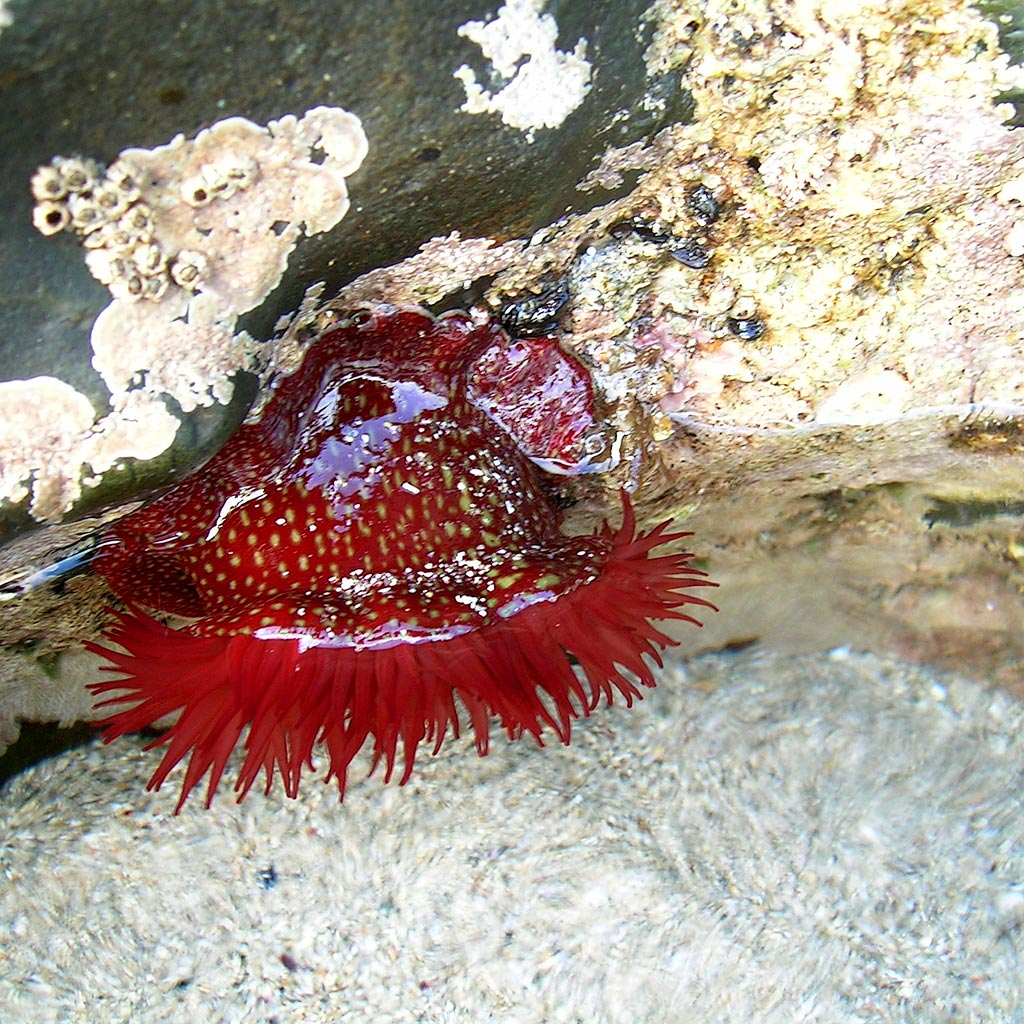